# Маломужів
Маломужів — річка в Україні, у Новоархангельському районі Кіровоградської області, права притока Синюхи (басейн Південного Бугу).

## Опис
Довжина річки 13 км, похил річки — 7,7 м/км. Формується з багатьох безіменних струмків, водойм та притоки Стрельцова. Площа басейну 68,9 км².

## Розташування
Бере  початок на південному заході від Кам'янече. Тече переважно на південний схід через Нерубайки та Левківку і впадає у річку Синюху, ліву притоку Південного Бугу. 
Річку перетинає автомобільна дорога Т 2415.